# 銀河衛星 (天文衛星)
銀河衛星（ぎんが）是一顆X射線天文衛星，於1987年2月5日使用M-3SII運載火箭從內之浦宇宙空間觀測所發射升空，主要的觀測儀器是大面積計數器（LAC）。當時全球只有少數幾顆運行的X射線天文衛星，直到1989年12月國際太空天文台（蘇聯）發射之前，銀河衛星是唯一一顆在地球軌道上運行的X射線天文衛星。
銀河衛星是繼白鳥號衛星和天馬號衛星之後日本的第三個X射線天文學任務（銀河號之前的火鳥號衛星也配備X射線感測器，但被視為太陽物理學任務，而不是X射線天文學任務）。銀河衛星於1991年11月1日進入地球大氣層並燒毀。

## 設備
銀河衛星的主要觀測儀器大面積計數器（LAC），由日本和英國合作研製，目的是高靈敏度地觀測X射線天體。日方參與機構包括宇宙科學研究所、名古屋大學、大阪大學、東京大學、理化學研究所、京都大學、明星電氣等；英方參與機構包括萊斯特大學、拉塞福-阿普頓實驗室等。

## 科學發現
1987年2月23日，大麥哲倫星雲出現超新星SN 1987A，小柴昌俊因探測到爆炸過程中釋放出的中微子而獲得了2002年諾貝爾物理學獎。如上所述，銀河衛星在SN 1987A出現後立即開始嘗試偵測X射線。大麥哲倫星雲包含幾個明亮的X射線源，區分它們對大面積計數器（LAC）來說是一個技術挑戰，因為大面積計數器的視野範圍內不具備成像能力。不過，透過LAC的視野緩慢掃描目標，這個問題得到了克服，LAC每兩到三週就會觀測一次SN 1987A。結果，大約在1987年6月，人們開始接收到6至30 keV的X射線。被解釋為56Co衰變過程中發射出的0.8 MeV和1.4 MeV核伽馬射線，56Co是超新星爆炸中合成的各種放射性同位素之一，通過反复的康普頓散射穿過超新星的大量噴出物時逐漸失去能量，並發出X射線。SN 1987A出現後約330天，X射線亮度暫時增加了約10倍，被認為是爆炸產生的衝擊波與某種緻密氣體相互作用的結果。銀河衛星在其近五年的壽命中一直在追蹤X射線逐漸變暗。
室女座星系團是距離銀河系最近的星系團之一（距離約20Mpc），空間範圍約10°。先前人們認為，X射線的發射位於其中心的巨型橢圓星系M87附近。然而，當天文學家使用LAC掃描整個室女座星團時，整個星團都偵測到了伴隨鐵發射線的高溫熱X射線發射。X射線表面亮度在M87附近顯著增加，天文學家認為之前只觀測到一部分。這意味著銀河衛星LAC對範圍大、表面亮度低X射線輻射偵測靈敏度十分出色。